# Kazunari Koga
Kazunari Koga (古賀 一成?, Koga Kazunari; Prefettura di Shizuoka, 17 aprile 1972) è un ex calciatore giapponese, di ruolo centrocampista.